# Лим Джон Сим
Лим Джон Сим (кор. 림정심; род. 5 февраля 1993 года, Пхеньян, КНДР) — северокорейская тяжелоатлетка, чемпионка Олимпийских игр 2012 года в категории до 69 кг и Олимпийских игр 2016 года в категории до 75 кг. Чемпионка мира 2019 года. 

## Карьера
Начала заниматься тяжёлой атлетикой в возрасте 11 лет. В 2009 году стала серебряным призёром юношеского чемпионата мира в категории до 58 кг. В 2010 году заняла 4-е место на Азиатских играх (в категории до 69 кг) и стала 6-й на чемпионате мира в категории до 63 кг. В 2011 году заняла 3-е место на юниорском чемпионате мира в категории до 63 кг. На Олимпийских играх 2012 года выиграла золотую медаль в категории до 69 кг.
В начале ноября 2018 года на чемпионате мира в Ашхабаде Лим в весовой категории до 76 кг завоевала абсолютную серебряную медаль, взяв общий вес 269 кг. При этом в упражнение рывок она одержала победу взяв вес 119 кг, а в толчке она завоевала малую серебряную медаль с весом на штанге 150 кг, при этом последний подход на 153 кг был за ней, однако она не сумела зафиксировать вес и упав на помост проиграла китайской спортсменке всего один зачётный килограмм. 
На предолимпийском чемпионате мира 2019 года, который проходил в Таиланде, корейская спортсменка завоевала титул чемпионки мира в весовой категории до 76 кг. Общий вес на штанге 276 кг. В упражнении рывок она стала первой, установив мировой рекорд (124 кг), в толкании завоевала малую серебряную медаль (152 кг).
Младшая сестра Лим Ын Сим также занимается тяжёлой атлетикой.